# Hassen Gabsi
Hassen Gabsi (Tunisi, 23 febbraio 1974) è un ex calciatore tunisino, di ruolo centrocampista.

## Statistiche

### Cronologia presenze e reti in nazionale
| Cronologia completa delle presenze e delle reti in nazionale ― Tunisia | Cronologia completa delle presenze e delle reti in nazionale ― Tunisia | Cronologia completa delle presenze e delle reti in nazionale ― Tunisia | Cronologia completa delle presenze e delle reti in nazionale ― Tunisia | Cronologia completa delle presenze e delle reti in nazionale ― Tunisia | Cronologia completa delle presenze e delle reti in nazionale ― Tunisia | Cronologia completa delle presenze e delle reti in nazionale ― Tunisia | Cronologia completa delle presenze e delle reti in nazionale ― Tunisia |
| Data                                                                   | Città                                                                  | In casa                                                                | Risultato                                                              | Ospiti                                                                 | Competizione                                                           | Reti                                                                   | Note                                                                   |
| ---------------------------------------------------------------------- | ---------------------------------------------------------------------- | ---------------------------------------------------------------------- | ---------------------------------------------------------------------- | ---------------------------------------------------------------------- | ---------------------------------------------------------------------- | ---------------------------------------------------------------------- | ---------------------------------------------------------------------- |
| 5-7-1997                                                               | Tunisi                                                                 | Tunisia                                                                | 1 – 0                                                                  | Mali                                                                   | Amichevole                                                             | -                                                                      | 46’                                                                    |
| 13-7-1997                                                              | Tunisi                                                                 | Tunisia                                                                | 1 – 0                                                                  | Guinea                                                                 | Qual. Coppa d'Africa 1998                                              | -                                                                      | 66’                                                                    |
| 7-8-1997                                                               | Tunisi                                                                 | Tunisia                                                                | 3 – 1                                                                  | Zambia                                                                 | LG Cup 1997 - Semifinale                                               | 1                                                                      | 46’                                                                    |
| 9-8-1997                                                               | Tunisi                                                                 | Tunisia                                                                | 2 – 0                                                                  | Nigeria                                                                | LG Cup 1997 - Finale                                                   | -                                                                      |                                                                        |
| 1-10-1997                                                              | Tunisi                                                                 | Tunisia                                                                | 0 – 3                                                                  | Australia                                                              | Amichevole                                                             | -                                                                      |                                                                        |
| 5-11-1997                                                              | Tunisi                                                                 | Tunisia                                                                | 2 – 1                                                                  | Bosnia ed Erzegovina                                                   | Amichevole                                                             | -                                                                      | 66’                                                                    |
| 28-1-1998                                                              | Tunisi                                                                 | Tunisia                                                                | 0 – 3                                                                  | Jugoslavia                                                             | Amichevole                                                             | -                                                                      | 46’                                                                    |
| 31-1-1998                                                              | Tunisi                                                                 | Tunisia                                                                | 4 – 1                                                                  | Guinea                                                                 | Amichevole                                                             | 3                                                                      |                                                                        |
| 4-2-1998                                                               | Bamako                                                                 | Mali                                                                   | 0 – 1                                                                  | Tunisia                                                                | Amichevole                                                             | -                                                                      | Uscita                                                                 |
| 9-2-1998                                                               | Ouagadougou                                                            | Ghana                                                                  | 2 – 0                                                                  | Tunisia                                                                | Coppa d'Africa 1998 - 1º turno                                         | -                                                                      |                                                                        |
| 12-2-1998                                                              | Ouagadougou                                                            | Tunisia                                                                | 2 – 1                                                                  | RD del Congo                                                           | Coppa d'Africa 1998 - 1º turno                                         | -                                                                      | 45’                                                                    |
| 16-2-1998                                                              | Ouagadougou                                                            | Tunisia                                                                | 3 – 1                                                                  | Togo                                                                   | Coppa d'Africa 1998 - 1º turno                                         | 1                                                                      |                                                                        |
| 21-2-1998                                                              | Ouagadougou                                                            | Burkina Faso                                                           | 1 – 1 dts (8 - 7 dtr)                                                  | Tunisia                                                                | Coppa d'Africa 1998 - Quarti di finale                                 | 1                                                                      |                                                                        |
| 7-11-1998                                                              | Tunisi                                                                 | Tunisia                                                                | 1 – 1                                                                  | Zimbabwe                                                               | Amichevole                                                             | -                                                                      | 67’                                                                    |
| 10-11-1998                                                             | Tunisi                                                                 | Tunisia                                                                | 3 – 0                                                                  | Lettonia                                                               | Amichevole                                                             | 1                                                                      | 39’ 46’                                                                |
| 24-1-1999                                                              | Algeri                                                                 | Algeria                                                                | 0 – 1                                                                  | Tunisia                                                                | Qual. Coppa d'Africa 2000                                              | -                                                                      | 41’                                                                    |
| 27-2-1999                                                              | Tunisi                                                                 | Tunisia                                                                | 6 – 0                                                                  | Uganda                                                                 | Qual. Coppa d'Africa 2000                                              | 1                                                                      |                                                                        |
| 10-4-1999                                                              | Kampala                                                                | Uganda                                                                 | 0 – 2                                                                  | Tunisia                                                                | Qual. Coppa d'Africa 2000                                              | 1                                                                      | 70’                                                                    |
| 20-6-1999                                                              | Monrovia                                                               | Liberia                                                                | 2 – 0                                                                  | Tunisia                                                                | Qual. Coppa d'Africa 2000                                              | -                                                                      | 42’                                                                    |
| 16-10-1999                                                             | Tunisi                                                                 | Tunisia                                                                | 1 – 0                                                                  | Emirati Arabi Uniti                                                    | Amichevole                                                             | -                                                                      |                                                                        |
| 31-10-1999                                                             | Tunisi                                                                 | Tunisia                                                                | 2 – 1                                                                  | Zambia                                                                 | Amichevole                                                             | 1                                                                      |                                                                        |
| 22-12-1999                                                             | Sfax                                                                   | Tunisia                                                                | 2 – 0                                                                  | Ghana                                                                  | Amichevole                                                             | -                                                                      | Uscita                                                                 |
| 7-1-2000                                                               | Tunisi                                                                 | Tunisia                                                                | 7 – 0                                                                  | Togo                                                                   | Amichevole                                                             | -                                                                      | Uscita                                                                 |
| 29-1-2000                                                              | Lagos                                                                  | Tunisia                                                                | 0 – 0                                                                  | Marocco                                                                | Coppa d'Africa 2000 - 1º turno                                         | -                                                                      |                                                                        |
| 3-2-2000                                                               | Kano                                                                   | Tunisia                                                                | 1 – 0                                                                  | Rep. del Congo                                                         | Coppa d'Africa 2000 - 1º turno                                         | -                                                                      | Ammonizione                                                            |
| 7-2-2000                                                               | Kano                                                                   | Egitto                                                                 | 0 – 1                                                                  | Tunisia                                                                | Coppa d'Africa 2000 - Quarti di finale                                 | -                                                                      | 46’                                                                    |
| 10-2-2000                                                              | Accra                                                                  | Camerun                                                                | 3 – 0                                                                  | Tunisia                                                                | Coppa d'Africa 2000 - Semifinale                                       | -                                                                      |                                                                        |
| 12-2-2000                                                              | Accra                                                                  | Sudafrica                                                              | 2 – 2 dts (4 - 3 dtr)                                                  | Tunisia                                                                | Coppa d'Africa 2000 - Finale 3º posto                                  | -                                                                      |                                                                        |
| 12-3-2000                                                              | Birmingham                                                             | Stati Uniti                                                            | 1 – 1                                                                  | Tunisia                                                                | Amichevole                                                             | -                                                                      |                                                                        |
| 7-4-2000                                                               | Nouakchott                                                             | Mauritania                                                             | 1 – 2                                                                  | Tunisia                                                                | Qual. Mondiali 2002                                                    | 1                                                                      | 85’                                                                    |
| 22-4-2000                                                              | Tunisi                                                                 | Tunisia                                                                | 3 – 0                                                                  | Mauritania                                                             | Qual. Mondiali 2002                                                    | -                                                                      |                                                                        |
| 11-6-2000                                                              | Tunisi                                                                 | Tunisia                                                                | 4 – 1                                                                  | Senegal                                                                | Amichevole                                                             | 1                                                                      |                                                                        |
| 18-6-2000                                                              | Abidjan                                                                | Costa d'Avorio                                                         | 2 – 2                                                                  | Tunisia                                                                | Qual. Mondiali 2002                                                    | -                                                                      |                                                                        |
| 28-6-2000                                                              | Tunisi                                                                 | Tunisia                                                                | 2 – 2                                                                  | Algeria                                                                | Amichevole                                                             | -                                                                      | Uscita                                                                 |
| 8-7-2000                                                               | Tunisi                                                                 | Tunisia                                                                | 1 – 0                                                                  | Madagascar                                                             | Qual. Mondiali 2002                                                    | -                                                                      | 38’                                                                    |
| 7-10-2000                                                              | Tunisi                                                                 | Tunisia                                                                | 4 – 2                                                                  | Gabon                                                                  | Qual. Coppa d'Africa 2002                                              | 1                                                                      |                                                                        |
| 15-11-2000                                                             | Tunisi                                                                 | Tunisia                                                                | 1 – 1                                                                  | Svizzera                                                               | Amichevole                                                             | -                                                                      | 46’                                                                    |
| 13-1-2001                                                              | Tunisi                                                                 | Tunisia                                                                | 0 – 1                                                                  | Marocco                                                                | Qual. Coppa d'Africa 2002                                              | -                                                                      | 45’                                                                    |
| 25-2-2001                                                              | Tunisi                                                                 | Tunisia                                                                | 6 – 0                                                                  | RD del Congo                                                           | Qual. Mondiali 2002                                                    | -                                                                      | 46’ 81’                                                                |
| 24-3-2001                                                              | Rabat                                                                  | Marocco                                                                | 2 – 0                                                                  | Tunisia                                                                | Qual. Coppa d'Africa 2002                                              | -                                                                      | 12’                                                                    |
| 20-5-2001                                                              | Tunisi                                                                 | Tunisia                                                                | 1 – 1                                                                  | Costa d'Avorio                                                         | Qual. Mondiali 2002                                                    | -                                                                      | 46’                                                                    |
| 1-7-2001                                                               | Tunisi                                                                 | Tunisia                                                                | 6 – 0                                                                  | Rep. del Congo                                                         | Qual. Mondiali 2002                                                    | -                                                                      | 62’                                                                    |
| 15-7-2001                                                              | Kinshasa                                                               | RD del Congo                                                           | 0 – 3                                                                  | Tunisia                                                                | Qual. Mondiali 2002                                                    | -                                                                      | 44’                                                                    |
| 30-12-2001                                                             | Tunisi                                                                 | Tunisia                                                                | 7 – 2                                                                  | Liberia                                                                | Amichevole                                                             | -                                                                      | 46’                                                                    |
| 21-1-2002                                                              | Bamako                                                                 | Zambia                                                                 | 0 – 0                                                                  | Tunisia                                                                | Coppa d'Africa 2002 - 1º turno                                         | -                                                                      | 46’                                                                    |
| 25-1-2002                                                              | Bamako                                                                 | Egitto                                                                 | 1 – 0                                                                  | Tunisia                                                                | Coppa d'Africa 2002 - 1º turno                                         | -                                                                      | 68’                                                                    |
| 27-3-2002                                                              | Tunisi                                                                 | Tunisia                                                                | 0 – 0                                                                  | Norvegia                                                               | Amichevole                                                             | -                                                                      | 68’                                                                    |
| 26-5-2002                                                              | Wakayama                                                               | Danimarca                                                              | 2 – 1                                                                  | Tunisia                                                                | Amichevole                                                             | -                                                                      |                                                                        |
| 5-6-2002                                                               | Kōbe                                                                   | Russia                                                                 | 2 – 0                                                                  | Tunisia                                                                | Mondiali 2002 - 1º turno                                               | -                                                                      | 50’ 67’                                                                |
| 10-6-2002                                                              | Oita                                                                   | Tunisia                                                                | 1 – 1                                                                  | Belgio                                                                 | Mondiali 2002 - 1º turno                                               | -                                                                      | 22’ 67’                                                                |
| 21-8-2002                                                              | Radès                                                                  | Tunisia                                                                | 1 – 1                                                                  | Francia                                                                | Amichevole                                                             | -                                                                      | 71’                                                                    |
| Totale                                                                 |                                                                        | Presenze                                                               | 51                                                                     |                                                                        | Reti                                                                   | 13                                                                     |                                                                        |

| Cronologia completa delle presenze e delle reti in nazionale ― Tunisia olimpica | Cronologia completa delle presenze e delle reti in nazionale ― Tunisia olimpica | Cronologia completa delle presenze e delle reti in nazionale ― Tunisia olimpica | Cronologia completa delle presenze e delle reti in nazionale ― Tunisia olimpica | Cronologia completa delle presenze e delle reti in nazionale ― Tunisia olimpica | Cronologia completa delle presenze e delle reti in nazionale ― Tunisia olimpica | Cronologia completa delle presenze e delle reti in nazionale ― Tunisia olimpica | Cronologia completa delle presenze e delle reti in nazionale ― Tunisia olimpica |
| Data                                                                            | Città                                                                           | In casa                                                                         | Risultato                                                                       | Ospiti                                                                          | Competizione                                                                    | Reti                                                                            | Note                                                                            |
| ------------------------------------------------------------------------------- | ------------------------------------------------------------------------------- | ------------------------------------------------------------------------------- | ------------------------------------------------------------------------------- | ------------------------------------------------------------------------------- | ------------------------------------------------------------------------------- | ------------------------------------------------------------------------------- | ------------------------------------------------------------------------------- |
| 20-7-1996                                                                       | Washington                                                                      | Portogallo olimpica                                                             | 2 – 0                                                                           | Tunisia olimpica                                                                | Olimpiadi 1996 - 1º turno                                                       | -                                                                               | 82’                                                                             |
| 22-7-1996                                                                       | Birmingham                                                                      | Stati Uniti olimpica                                                            | 2 – 0                                                                           | Tunisia olimpica                                                                | Olimpiadi 1996 - 1º turno                                                       | -                                                                               |                                                                                 |
| 24-7-1996                                                                       | Birmingham                                                                      | Argentina olimpica                                                              | 1 – 1                                                                           | Tunisia olimpica                                                                | Olimpiadi 1996 - 1º turno                                                       | -                                                                               | 86’                                                                             |
| Totale                                                                          |                                                                                 | Presenze                                                                        | 3                                                                               |                                                                                 | Reti                                                                            | 0                                                                               |                                                                                 |

## Palmarès

### Club

#### Competizioni nazionali
- Campionato tunisino: 5

Espérance: 1997-1998, 1998-1999, 1999-2000, 2000-2001, 2003-2004
- Coppa di Tunisia: 2

Espérance: 1996-1997, 1998-1999

#### Competizioni internazionali
- CAF Champions League: 1

Espérance: 1994
- Supercoppa CAF: 1

Espérance: 1995
- Coppa CAF: 1

Espérance: 1997
- Coppa delle Coppe CAF: 1

Espérance: 1998
- Coppa dei Campioni afro-asiatica: 1

Espérance: 1995
- Supercoppa araba: 1

Espérance: 1996